# Плоскуцени (Вранча)
Плоскуцени (рум. Ploscuțeni) насеље је у Румунији у округу Вранча у општини Плоскуцени. Oпштина се налази на надморској висини од 91 m.

## Становништво
Према подацима из 2002. године у насељу је живело 2669 становника, од којих су сви румунске националности.